# ロビン・カズンズ
ロビン・カズンズ（Robin Cousins、1957年8月17日 - ）は、イギリス出身の男性フィギュアスケート選手。1980年レークプラシッドオリンピック男子シングル金メダリスト。

## 経歴
- 1976年インスブルックオリンピックに出場し10位。
- 1980年ヨーロッパフィギュアスケート選手権で優勝。
- 1980年、レークプラシッド五輪で金メダルを獲得。
- オリンピック後にプロに転向。世界プロフィギュア選手権で2度の優勝を果たし、自ら会社を立ち上げアイスショーのツアーを興行するなど精力的に活躍。
- BBCスポーツでヨーロッパ選手権、世界選手権、冬季オリンピックの解説者を務めている。
- 英ITVのリアリティ番組『ダンシング・オン・アイス』では主審として出演している。

## 主な戦績
| 大会/年        | 1972-73 | 1973-74 | 1974-75 | 1975-76 | 1976-77 | 1977-78 | 1978-79 | 1979-80 |
| -------------- | ------- | ------- | ------- | ------- | ------- | ------- | ------- | ------- |
| オリンピック   |         |         |         | 10      |         |         |         | 1       |
| 世界選手権     |         |         | 12      | 9       | 棄権    | 3       | 2       | 2       |
| 欧州選手権     | 15      | 11      | 11      | 6       | 3       | 3       | 3       | 1       |
| イギリス選手権 | 3       | 2       | 2       | 2       | 1       | 1       | 1       | 1       |